# Farman MF.11
Il Farman MF 11 "Shorthorn" (talvolta indicato come Maurice Farman MF 11 "Shorthorn") era un biplano biposto da ricognizione e bombardamento prodotto dall'azienda francese Société des avions Henri & Maurice Farman negli anni dieci del XX secolo. Venne impiegato nelle prime fasi della prima guerra mondiale dalle aeronautiche francesi, britanniche ed italiane.
Su un MF 11 del Royal Naval Air Service venne compiuta la prima azione di bombardamento notturno, il 21 dicembre 1914, contro una postazione di artiglieria tedesca presso Ostenda.
L'MF 11 venne costruito su licenza da diverse aziende, compresa l'italiana FIAT. Ne vennero realizzate diverse versioni, che differivano principalmente nel motore e nell'armamento montati. Per distinguere tra queste varianti non esisteva una designazione ufficiale, talvolta vengono indicati in base all'anno di produzione, ad esempio come Maurice Farman MF 1914 o Farman 14.
Talvolta, l'MF 11, è erroneamente designato MF II.

## Storia

### Sviluppo
Progettato da Maurice Farman, fratello del più famoso Henri, era un'evoluzione del precedente Farman MF 7 Longhorn che derivava dai biplani Voisin. L'MF 11 manteneva l'architettura sesquiplana, con una piccola fusoliera incasellata tra le due ali dove erano alloggiati pilota, osservatore ed il motore che azionava un'elica spingente. Questa scelta era molto diffusa all'epoca, in quanto ancora non esistevano efficaci sistemi di sincronizzazione, per consentire alle mitragliatrici di sparare attraverso l'elica in moto.
Nel sedile anteriore sedeva l'osservatore, dietro di lui il pilota.
Lo "Shorthorn" si differenziava dal modello precedente per una struttura più moderna. Infatti pur mantenendo i pattini che sporgevano dalle ruote del carrello per evitare il rischio di cappottata in fase d'atterraggio, era stato rimosso l'equilibratore anteriore installato su un prolungamento dei pattini che aveva fatto dare al MF 7 il soprannome di "Longhorn" (Lungo corno in lingua inglese). L'MF 11 venne così soprannominato "Shorthorn" (corno corto).
L'equilibratore era stato aggiunto allo stabilizzatore di coda, con la soluzione che sarebbe diventata poi di normale impiego. Sul piano di coda erano montati i due impennaggi verticali, che avevano sostituito i due timoni separati del precedente modello.
Lo "Shorthorn" era disponibile anche come idrovolante, e venne costruito su licenza da numerose ditte.
La versione 80 cv era disponibile in un esemplare nella sezione idrovolanti da cui nasce la 1ª Squadriglia Idrovolanti del Corpo Aeronautico italiano.
La Società Italiana Aviazione (una società posseduta dalla Fiat) produsse su licenza a partire dal 1915 un certo numero di MF.11s con la designazione di SIA 5. Gli apparecchi erano dotati di una mitragliatrice e di un motore Fiat A.10 da 74.5 kW (100 hp).
Il Corpo Aeronautico italiano adottò successivamente la carlinga di forma ovoidale del Farman F.40 per il Farman Colombo, o MFC, che era una versione del Farman 1914 dotata di motore Colombo 100 hp.

### Impiego operativo

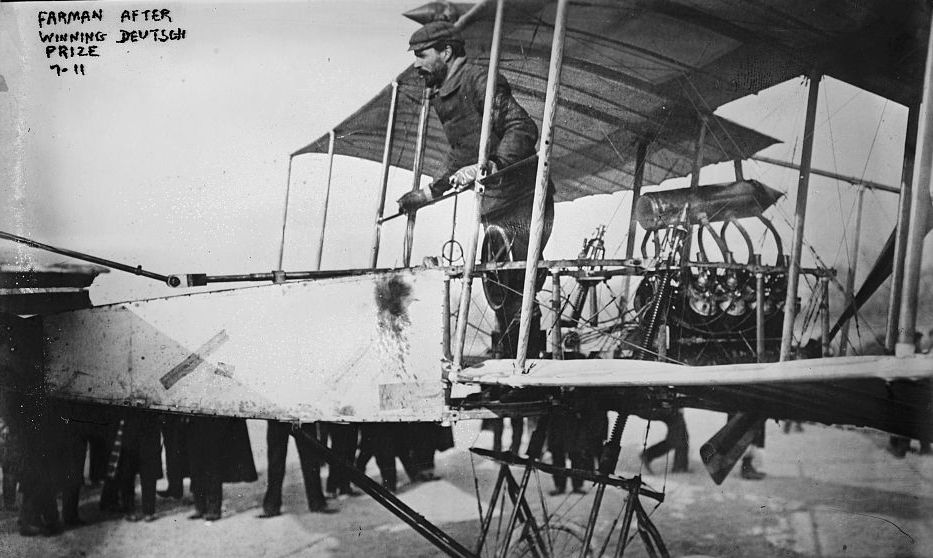
Henri Farman fotografato il 13 gennaio 1908 dopo aver vinto il Gran Premio della Germania d'Aviazione al bordo di Voisin biplane

Durante le prime fasi della prima guerra mondiale venne impiegato come addestratore, ricognitore e bombardiere. 
Come bombardiere leggero eseguì il primo bombardamento della guerra quando il 21 dicembre 1914 un MF.11 del Royal Naval Air Service attaccò posizioni di artiglieria tedesca intorno ad Ostenda in Belgio.
Già nel 1915, quando i tedeschi potevano disporre dei nuovi monoplani Fokker Eindecker, iniziarono a diventare obsoleti e ad essere trasferiti nei reparti di addestramento. 
- Francia: Le forze francesi impiegarono questo velivolo in Macedonia e sul fronte orientale.
- Regno Unito: Nel 1914 venne impiegato dal Royal Flying Corps come bombardiere su tutti i fronti, inclusi Dardanelli, Africa e Mesopotamia. Dal 1915 venne trasferito ai reparti d'addestramento della madrepatria. Il Royal Naval Air Service che ne ricevette 80 / 90 esemplari. Venne impiegato anche da altri membri del Commonwealth.
- Belgio: Impiegati all'inizio del 1914 in azioni di bombardamento contro le basi degli zeppelin e degli U-Boot.
- Italia: I Maurice Farman MF 1914, costruiti su licenza dalla Fiat con motore Renault da 80 cv, erano, al 24 maggio 1915, con la loro mitragliatrice fissa gli unici aerei italiani dotati di armamento fisso. All'inizio della guerra il Corpo Aeronautico disponeva dell'11ª Squadriglia da ricognizione e combattimento che dal 15 aprile 1916 diventa 28ª Squadriglia e della 12ª Squadriglia da ricognizione e combattimento (quest'ultima all'inizio della guerra ne aveva 4 con Renault 70 cv ed uno con motore De Dion-Bouton) che dal 15 aprile 1916 diventa 32ª Squadriglia ed inoltre della 9ª Squadriglia da ricognizione e combattimento, della 10ª Squadriglia da ricognizione e combattimento con motore De Dion 80 cv diventando dal 15 aprile 1916 27ª Squadriglia.

All'inizio della grande guerra la forza aerea dell'Esercito comprendeva quattro squadriglie di Farman con 22 aerei e 20 piloti. Esse erano all'inizio i migliori reparti aerei italiani.
Solo a partire da luglio iniziò la riorganizzazione con i nuovi velivoli. Ad agosto erano altre due le squadriglie equipaggiate con questo tipo di velivolo (1ª Squadriglia da ricognizione e combattimento che dal 15 aprile 1916 diventa 31ª Squadriglia e 14ª Squadriglia da ricognizione e combattimento che dal 10 agosto 1915 diventa 2ª Squadriglia da ricognizione e combattimento e dal 15 aprile 1916 33ª Squadriglia).
I Farman italiani erano dotati di diversi tipi di motori sia Gnome francesi, che Fiat A.10 italiani (i motori 100 hp Fiat furono disponibili dal 28 marzo in 4 esemplari per la 6ª Squadriglia per l'artiglieria che dal 15 aprile 1916 diventa 46ª Squadriglia, dal 25 settembre per la 6ª Squadriglia da ricognizione e combattimento che dal 7 ottobre ne ha 6 diventando dal 15 aprile 1916 30ª Squadriglia volando fino al 15 luglio 1917.
Sempre dal 7 ottobre anche la 9ª Squadriglia da ricognizione e combattimento ne riceve 7 esemplari diventando dal 28 marzo 1916 7ª Squadriglia per l'artiglieria con 8 esemplari e dal 15 aprile 47ª Squadriglia.
Inoltre dal 2 ottobre 1915 due esemplari con motore Renault sono in linea anche nella 3ª Squadriglia caccia e nel gennaio 1916 con la 5ª Squadriglia caccia 4 esemplari e diventando poi 74ª Squadriglia nel novembre 1916 riceve 7 Farman Colombo che dismette il 16 giugno 1917.
La 4ª Squadriglia da ricognizione e combattimento ne ha 7 dal 10 febbraio 1916 diventando dal 15 aprile 1916 29ª Squadriglia disponendo al 1º gennaio 1917 di una linea di volo mista con motori Fiat A.10 e Colombo.
La 13ª Squadriglia da ricognizione e combattimento rinasce dal marzo 1916 con 6 Farman con motore Fiat A.10 100 hp diventando dal 15 aprile 1916 34ª Squadriglia.
L'8ª Squadriglia per l'artiglieria nasce sui Farman dal 5 aprile 1916 e dal 15 aprile 1916 diventa 48ª Squadriglia.
La 36ª Squadriglia nasce nel maggio 1916 sui Farman volando sugli stessi fino al 17 luglio 1917.
La Sezione Difesa Ravenna nasce il 1º giugno 1916 con 3 Farman e nel 1917 ne ha 5 fino all'aprile 1918.
La 37ª Squadriglia nasce il 12 giugno sui Farman che usa fino alla primavera 1917.
La 45ª Squadriglia transita sui Farman da giugno 1916 cedendo nell'agosto 1917 i Farman con motore Colombo alla 27ª Squadriglia.
Al 1º settembre 1916 gli apparecchi in linea in zona di guerra erano comprensivi di 121 Farman che rappresentavano il velivolo maggiormente utilizzato dagli italiani.
La Sezione Difesa Rimini-Riccione nasce su 3 Farman il 10 luglio 1916 e nel novembre 1917 ha 6 Farman con motore Colombo.
Dall'agosto 1916 erano in uso alla Sezione Difesa Antiaerea dell'Aeroporto di Foligno che nel febbraio 1917 aveva anche i Farman con motore Colombo.
La Sezione Difesa Jesi nasce alla fine del 1916 con 3 Farman.
La 114ª Squadriglia riceve una Sezione di S.P. e Farman il 31 luglio 1917 per la difesa notturna.
La 49ª Squadriglia riceve una Sezione Farman dalla metà di agosto 1916 ed il 1º gennaio 1917 dispone di 2 Farman Fiat che nello stesso mese sostituisce con altri Farman con motore Colombo.
La 101ª Squadriglia nasce nel settembre 1916 ed all'inizio del 1917 disponeva di 3 Farman con motore Fiat e 3 Farman con motore Colombo.
La 107ª Squadriglia nasce sui Farman il 22 novembre 1916 e nel febbraio 1917 ne ha 5.
La 102ª Squadriglia nasce sui Farman Fiat e Colombo il 1º gennaio 1917.
All'inizio del 1917 nasce la Sezione Difesa di Terni con 3 Farman che dal 6 settembre 1918 diventa 306ª Squadriglia.
La 50ª Squadriglia nasce sui Farman il 10 maggio 1917 fino alla chiusura dell'11 novembre quando cede una Sezione di 2 Farman alla 75ª Squadriglia caccia ed una Sezione di 2 Farman alla 72ª Squadriglia caccia.
La Sezione Difesa dell'Aeroporto di Pescara ne ha 2 dal 26 ottobre 1917 diventando poi 302ª Squadriglia.
La 61ª Squadriglia riceve una Sezione Farman il 4 aprile 1918 dalla 75ª Squadriglia ed il 3 agosto ne ha 2 con motore Colombo.
La 110ª Squadriglia dopo il 30 aprile 1918 ne ha uno.
Al 20 novembre 1917 la situazione della forza sul fronte del Piave comprendeva ancora 9 Farman.
Nell'ambito della Campagna di Libia (1913-1921) la 104ª Squadriglia nasce nell'ottobre 1916 rimanendo sui Farman fino al dicembre 1918 e la 106ª Squadriglia nel settembre 1917 volando sul Farman fino alla seconda metà 1919.

## Utilizzatori
Arabia Saudita

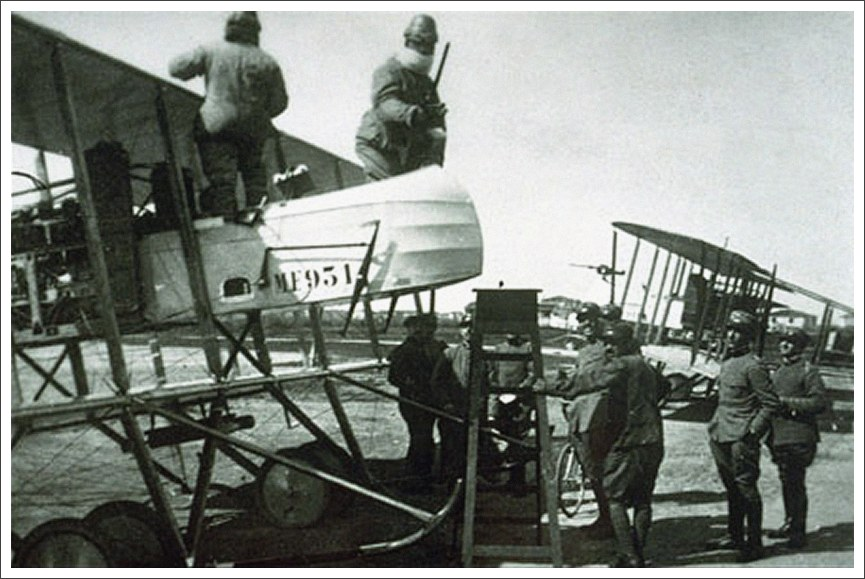
Un FM 11 del Servizio Aeronautico.

- Al-Quwwat al-Jawwiyya al-Sa'udiyya

due esemplari di MF 11 acquisiti dall'Italia nel 1921.
 Australia
- Australian Flying Corps
  - No. 5 (Training) Squadron AFC nel Regno Unito
  - Mesopotamian Half Flight
  - Central Flying School AFC at Point Cook, Victoria

 Belgio
- Compagnie des aviateurs

 Francia
- Aéronautique Militaire

 Italia
- Corpo Aeronautico Militare del Regio Esercito
  - 10ª Squadriglia Farman

 Grecia
- Ellinikí Vasilikí Aeroporía

 Giappone
- Dai-Nippon Teikoku Rikugun Kōkū Hombu

 Norvegia
- Hærens Flyvevesen

 Portogallo
- Serviço Aeronáutico Militar

 Regno Unito
- Royal Flying Corps
- Royal Naval Air Service

 Romania
- Aeronautica Regală Românã

 Impero russo
- Imperatorskij voenno-vozdušnyj flot

 Serbia
- Srpska Avijatika

 Spagna
- Aeronáutica Militar Española

 Svizzera
- Forze aeree svizzere

 Ucraina
- Viys'kovo-Povitriani Syly Ukrayiny

operò con un solo esemplare.

## Velivoli attualmente esistenti
- Belgio: Un Maurice Farman F.11A-2 Shorthorn è conservato presso il Musée Royal de l'Armée et d'Histoire Militaire / Koninklijk Museum van het Leger en de Krijgsgeschiedenis di Bruxelles in Belgio.
- Australia: Uno Shorthorn ricostruito a partire da un esemplare appartenuto al Australian Flying Corps è conservato presso il RAAF Museum di Point Cook, Victoria. L'aereo, impiegato dal AFC tra il 1916 ed il 1919 aveva la matricola militare CFS 15. Venduto nel 1919 a R.G. Carey Port Melbourne, ricevette la designazione civile di G-AUBC, venendo impiegato principalmente per scopi pubblicitari fino ai primi anni trenta, quando venne immagazzinato. L'aereo, o meglio quanto ne rimaneva, venne donato al museo dalla figlia del proprietario nel 1981. L'esemplare esposto, originale al 30%, monta un motore Wolseley-Renault da 75 CV.
- Canada: Un Maurice Farman S.11 Shorthorn australiano è anche conservato presso il Canada Aviation Museum. L'aereo era uno dei quattro costruiti dalla Airco ed inviati in Australia nel 1916. Come l'aereo conservato in Australia venne venduto dall'AFC nel 1919 ricevette la designazione civile di VH-UBC. Nel 1950, dopo essere rimasto immagazzinato per circa vent'anni, venne riportato in condizioni di volo. Nel 1956 venne venduto e trasferito in California. Dopo essere transitato in due diverse collezioni nel 1981 venne acquisito dal museo canadese.